# 德川重倫
德川重倫（日语：／ Tokugawa Shigenori，1746年4月18日—1829年7月2日），日本江戶時代大名，紀州藩第8代藩主、紀伊德川家第8代當主。

## 生平
延享三年二月二十八（1746年4月18日）德川重倫出生，是紀州藩第7代藩主德川宗將的次子，幼名久米之丞，後來改為岩千代。寶曆五年（1755年）十一月二十八元服，同時接受將軍德川家重的偏諱，改名重倫，敘從四位下常陸介。
明和二年（1765年），20歲的重倫繼任紀州藩藩主，但30歲時就隱居，由於長子彌之助早逝，次子岩千代（即後來的治寶）又年幼，因此以支藩伊予西條藩藩主的叔父松平賴淳（改名德川治貞）繼承藩主地位。
晚年的重倫剃度出家，法號太真，到文政十二年六月初二（1829年7月2日）十月二十六逝世，享年84歲。
| 德川重倫        |                               |                 |
| 貴族爵位和頭銜  |                               |                 |
| 前任： 德川宗將 | 紀州德川家當主 1765年－1775年 | 繼任： 德川治貞 |
| 官衔            |                               |                 |
| 前任： 德川宗將 | 紀州藩藩主 1765年－1775年     | 繼任： 德川治貞 |